# Love Story
"Love Story" je pjesma američke country kantautorice Taylor Swift. Objavljena je kao prvi singl s njezinog drugog studijskog albuma Fearless u rujnu 2008. godine u izdanju diskografske kuće Big Machine Records. 

## O pjesmi
Pjesmu je napisala Swift, a producent je Nathan Chapman. "Love Story" je postao njen prvi top 5 hit na ljestvici Billboard Hot 100. Pjesma je objavljena kao njen prvi međunarodni singl.
Swift je za pjesmu izjavila: 

## Popis pjesama
Promotivni CD singl
1. "Love Story" (International Radio Mix) - 3:56
2. "Love Story" (U.S. Pop Mix) - 3:57
3. "Love Story" (U.S. Album Version) - 3:56

Promotivni remix CD singl
1. "Love Story" (Radio Edit) - 3:56
2. "Love Story" (J Stax Full Mix) - 5:30
3. "Love Story" (J Stax Edit) - 3:43
4. "Love Story" (Digital Dog Remix) - 6:00
5. "Love Story" (Digital Dog Edit) - 3:13
6. "Love Story" (Digital Dog Dub) - 5:40

Britanski CD singl
1. "Love Story" (Radio Edit) - 3:56
2. "Beautiful Eyes" - 2:57
3. "Love Story" (Digital Dog Radio Mix) - 3:13

## Videospot
Premijera spota bila je 12. ožujka 2008. godine na CMT-u.
Spot počinje tako što Swift vidi dečka (glumi ga Justin Gaston) koji sjedi ispod drveta. Zatim se izmjenjuju prizori iz prošlosti i sadašnjosti, što je vjerojatno aluzija na Ponos i predrasude. Swift odjevena u bijelu haljinu pjeva izvan dvorca i čeka na svoju verziju Mr Darcyja. U nekim dijelovima ona pjeva na gala večeri dok pleše s nekim gospodinom. "Ljubavna priča" završava tako što njen gospodin dolazi do dvorca po nju i sve se vraća u sadašnjost. Na samom kraju spota Swift odlazi sa svojim dečkom. Spot je dobio nagradu od CMA Awarda za najbolji spot godine.

## Top liste
| Top liste (2008.)      | Najviša pozicija |
| ---------------------- | ---------------- |
| Australija             | 1                |
| Austrija               | 30               |
| Belgija (Flandrija)    | 54               |
| Belgija (Valonija)     | 39               |
| Češka                  | 4                |
| Danska                 | 16               |
| Europa                 | 10               |
| Francuska              | 14               |
| Irska                  | 3                |
| Japan                  | 3                |
| Kanada                 | 4                |
| Nizozemska             | 13               |
| Norveška               | 7                |
| Novi Zeland            | 3                |
| Njemačka               | 22               |
| Rusija                 | 180              |
| SAD Billboard Hot 100  | 4                |
| SAD Hot Country Songs  | 1                |
| SAD Mainstream Top 40  | 1                |
| Švedska                | 50               |
| Švicarska              | 50               |
| Ujedinjeno Kraljevstvo | 2                |

| Top liste (2008. – 2009.) | Pozicija |
| ------------------------- | -------- |
| Australija                | 3        |
| Novi Zeland               | 13       |
| SAD                       | 5        |
| Ujedinjeno Kraljevstvo    | 29       |

## Love Story (Taylor's Version)
"Love Story (Taylor's Version)" je reizdanje Swiftine skladbe koja je izašla 2008. Pjesma je vodeći singl Swiftinog prvog reizdanja s albuma Fearless (Taylor's Version). Swift je 11. veljače 2021. u emisiji Good Morning America objavila kako će singl izaći sljedeći dan u ponoć.

### Pozadina
U kolovozu 2019. Swift je najavila kako će ponovno snimiti svojih prvih šest studijskih albuma nakon što su njezine glavne snimke prodane američkom poduzetniku Scooteru Braunu nakon kupnje njezine bivše izdavačke kuće Big Machine Records. "Love Story (Taylor's Version)" bila je prva ponovno snimljena pjesma koju je Swift objavila javnosti kada je korištena kao džingl za reklamu Match.com, koju je napisao glumac Ryan Reynolds, u prosincu 2020. 11. veljače 2021. u emisiji Good Morning America, kao i putem svojih računa na društvenim mrežama, Swift je najavila ponovno snimljenu verziju svog drugog studijskog albuma, Fearless, pod nazivom Fearless (Taylor's Version), predviđenog za izlazak 9. travnja 2021. "Love Story (Taylor's Version)" služi kao singl s ponovnog snimanja.
26. ožujka 2021. objavljena je remiks pjesme od strane švedske producentice Elvire pod nazivom "Love Story (Taylor's Version) Remix". 